# Rýt

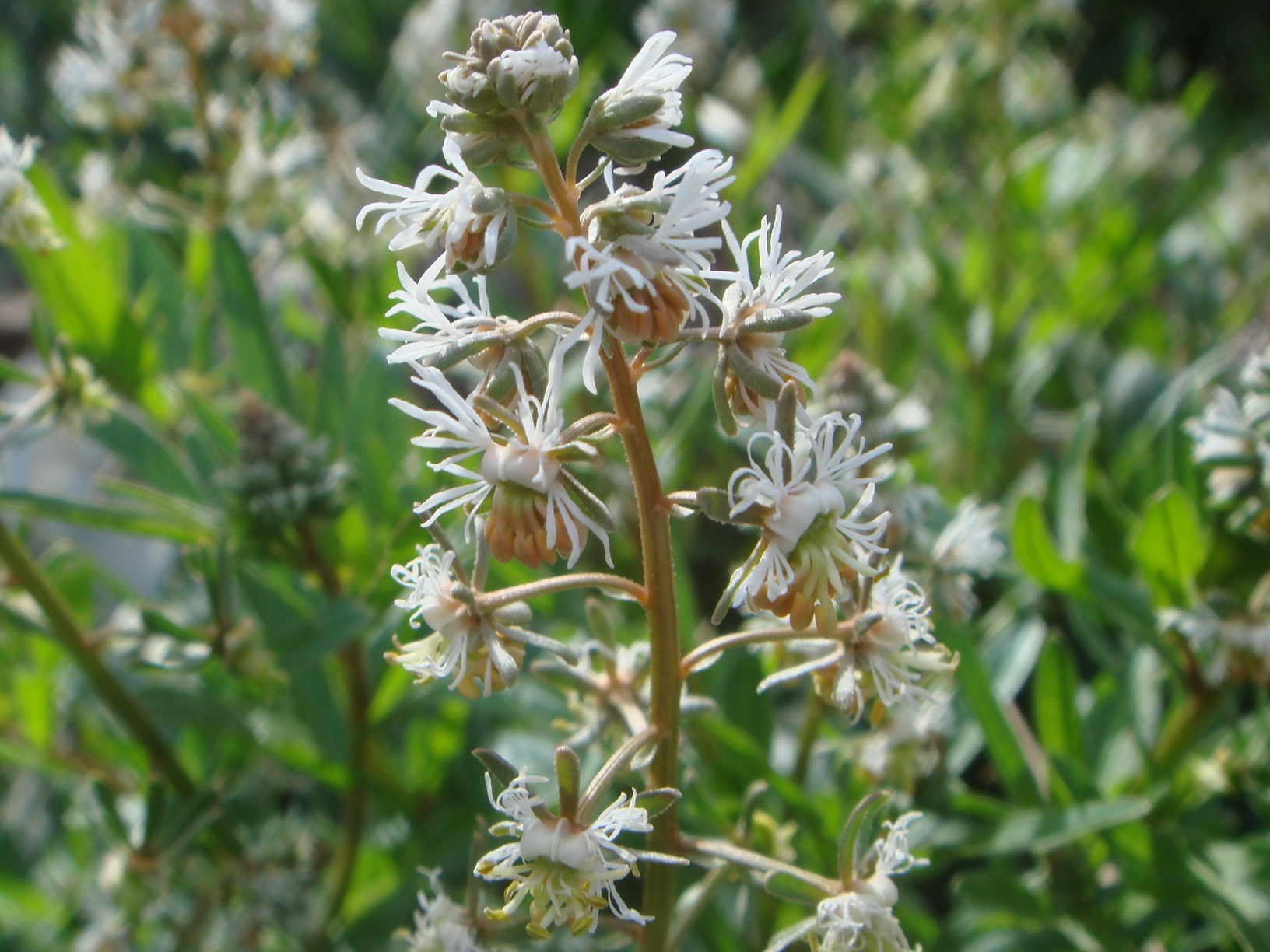
Květy rýtu velkokališného

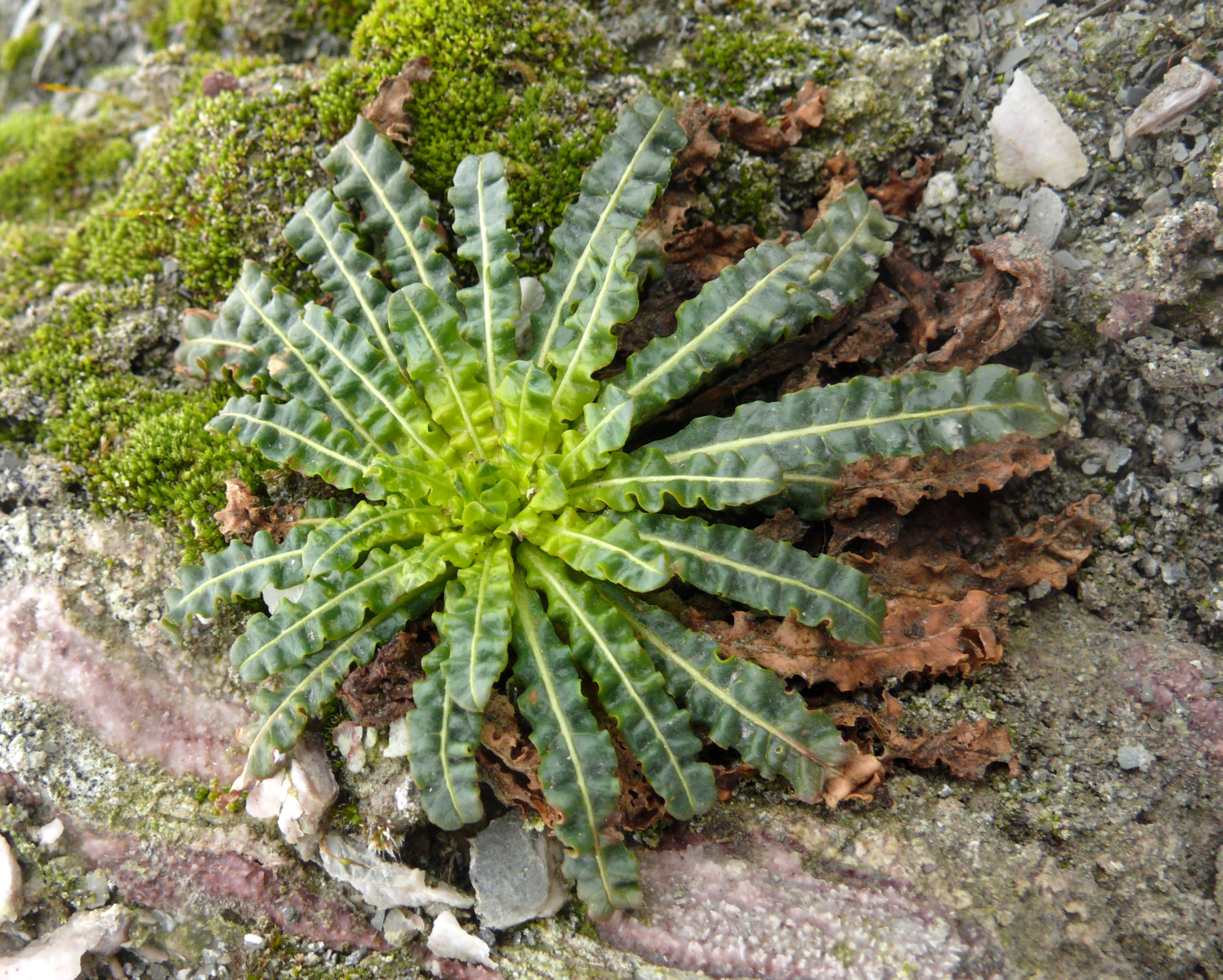
Listová růžice s rašíci lodyhou rýtu barviřského

Rýt (Reseda) je široký rod jednoletých až vytrvalých rostlin z čeledě rýtovitých, z nichž jen malá část se pěstuje s nějakým zámyslem.

## Výskyt
Rostliny tohoto rodu, který pochází z oblasti Mediterránu, jsou hojně rozšířeny téměř v celém mírném podnebném pásu. Z Evropy byly zavlečeny do východní a Střední Asie, severních i jižních oblastí Afriky, do Severní Ameriky, Austrálie i na Nový Zéland. Asi třetina všech druhů roste v Evropě a 5 druhů lze nalézt ve volné přírodě České republiky.
Rýtu nejlépe vyhovuje slunné stanoviště na neulehlé, dobře propustné půdě, která může být i dosti kamenitá a poměrně suchá, preferuje teplé biotopy. Jsou to rostliny mesofytní až xerofytní.

## Popis
Rostliny rodu rýt jsou rozmanitého vzhledu, byliny, polokeře, vzácně i keře a jejich životní cyklus bývá jednoletý, dvouletý nebo jsou i trvalkami. Lodyhy mohou být poléhavé, vystoupavé ale nejčastěji jsou vzpřímené, v dobrých podmínkách často bohatě větvené, bývají vysoké 20 až 130 cm. Kořen je většinou dlouhý, vřetenovitý, rostlinám neprospívá přesazování. Listy jsou dvoje, jedny s řapíkem a většinou celokrajné nebo dvou až trojlaločné tvořící přízemní růžici, která po vyrašení lodyhy zasychá, a druhé vyrůstající střídavě ve spirále na lodyhách. Ty bývají rozmanité, s malými řapíky nebo přisedlé, několikadílné, peřenodílné, laločné, s okraji rovnými nebo vlnitými. Dosahují délky od 1 do 15 cm.
Oboupohlavné souměrné květy velikosti 4 až 10 mm vyrůstající na stopkách z paždí listů se seskupují do hroznovitých květenství, jsou v barvách bílé, zelené, žluté nebo oranžové. Kalichy i koruny jsou vytvořeny 4 až 8 volnými lístky, Korunní lístky jsou u báze široké a postupně se zužují, zakončeny jsou rozvětvenými přívěsky, pakorunkami. Tyčinek, výhradně plodných, bývá v květu 12 až 25, jejich nitky srůstají se svrchním semeníkem vytvořeným ze 3 až 6 plodolistů, blizny jsou 3 i 4. Květy jsou opylovány hmyzem. Plody jsou vztyčené nebo převislé pukající tobolky s mnoha semeny bez endospermu.
Jednoleté rostliny vytváří s příchodem jara listovou růžici a z ní rychle raší lodyha s listy a květy, s nástupem chladu celá rostlina zasychá. U dvouletých vyroste ze semene na podzim přízemní růžice, která přezimuje, a na jaře z ní vypučí květná lodyha rostoucí až do zimy. U vytrvalých druhů vyrůstá z oddenku kořene na podzim přízemní růžice a po přezimování z ní vyroste lodyha kvetoucí opět až do pozdního podzimu, přitom vyroste nová růžice pro příští rok. Ve všech případech listová růžice po vyrašení lodyhy usychá.

## Využití
Přestože rýt není rostlinou vzhledově atraktivní, některé druhy se vysazují v zahradách pro svou vůni, květů se užívá pro výrobu parfémů nebo do sušených aromatických směsí (např. rýt vonný). Celých rostlin, a hlavně květů, se dříve používalo k barvení látek (např. rýt barvířský). Některé druhy se na nepůvodním území natolik rozšířily a zaplevelily ho, že představují těžko zvládány problém (např. rýt žlutý v Austrálii).

## Taxonomie
Rod rýt se rozděluje asi do 68 druhů.
V ČR rostou tyto druhy:
- rýt barvířský (Reseda luteola) L.
- rýt bílý (Reseda alba) L.
- rýt velkokališný (Reseda phyteuma) L.
- rýt vonný (Reseda odorata) L.
- rýt žlutý (Reseda lutea) L.

V Evropě se ještě vyskytuje dalších 17 druhů:
- Reseda arabica Boiss.
- Reseda complicata Bory
- Reseda crystallina Webb et Berthel.
- Reseda decursiva Forssk.
- Reseda glauca L.
- Reseda gredensis (Cutanda et Willk.) Müll. Arg.
- Reseda inodora Rchb.
- Reseda jacquinii Rchb.
- Reseda lanceolata Lag.
- Reseda media Lag.
- Reseda orientalis (Müll. Arg.) Boiss.
- Reseda paui Valdés Berm. et Kaercher
- Reseda stricta Pers.
- Reseda suffruticosa Loefl.
- Reseda tymphaea Hausskn.
- Reseda undata L.
- Reseda virgata Boiss. et Reut.